# Blaesoxipha delilah
Blaesoxipha delilah är en tvåvingeart som beskrevs av Andy Z. Lehrer 2006. Blaesoxipha delilah ingår i släktet Blaesoxipha och familjen köttflugor.
Artens utbredningsområde är Israel. Inga underarter finns listade i Catalogue of Life.